# 三遊亭究斗
三遊亭 究斗（さんゆうてい きゅうと、1963年2月6日 - ）は、香川県高松市出身の落語家、俳優。落語協会所属、三遊亭圓丈一門弟子。劇団四季出身、日本で唯一のミュージカル落語家。株式会社OFFICE究斗代表取締役社長。本名：雉鳥 功策。出囃子は『ボレロ』。紋は『三ツ組橘』。

## 来歴
21歳で東京の俳優養成所を卒業後、香川で家業の土木建築業を手伝いながら地元のアマチュア劇団での活動を経て、1988年に劇団四季に入団。ファミリーミュージカルなどを中心に出演、ミュージカル「李香蘭」やオリジナル作品の台本や制作にも携わったが、10年間在団後浅利慶太にも了解を得て退団。最後の舞台は「李香蘭」シンガポール公演だった。
1997年に春風亭小朝に入門し、落語家に転身した。前座名は「春風亭えびー太」。2001年に三遊亭圓丈門下に移籍し、「あろー」に改名。2002年に11月に二ツ目に昇進し、「三遊亭亜郎」となる。なお、移籍後も旧師小朝との関係は良好で、小朝主催の大銀座落語祭から招聘され、連続出演を続ける。
2003年から2004年にかけて、東宝ミュージカル「レ・ミゼラブル」オーディションでテナルディエ役を勝ち取り出演する。2004年から、ミュージカル俳優の経験を生かしてミュージカルと落語の融合「ミュージカル落語」を創造。2005年から2008年までシアターテレビジョン「オペラch」にレギュラー司会として出演した。
2014年春、三代目柳家東三楼、四代目柳家三語楼、五代目古今亭志ん好、三代目桂やまとと共に真打昇進。「三遊亭究斗」に改名。2021年秋、ユタと不思議な仲間たちに寅吉役で出演。2022年春、「李香蘭」に関東軍中佐役で出演。2023年秋、夢から醒めた夢に部長役で出演。

## 芸歴
- 1997年 - 春風亭小朝に入門、前座名は「えびー太」。
- 2001年 - 三遊亭圓丈門下に移籍、「あろー」に改名。
- 2002年11月 - 二ツ目昇進、「亜郎」となる。
- 2014年3月 - 真打昇進、「究斗」に改名。

## 人物
2008年5月30日、TBS『NEWS23』にて「亜郎のミュージカル落語」特集でスタジオ生ライブを行った際、出演後に電話の問い合わせが殺到し、番組史上最多の問い合わせ件数を記録した。
プロボクサーのライセンスを取得している。ただしプロのリング上での対戦経験はない。
プロ野球では阪神タイガースのファンである。
2009年に創ったイジメ撲滅がテーマの作品「一口弁当」をキッカケに「教育が一番！」を掲げて、全国の小中高等学校の人権講演会や教育講演会や芸術鑑賞会など講演活動を多数行っている。
2020年12月に初著書「いじめられてしんどい君へ」をプレジデント社から発刊。

## 主な出演作品

### 映画
- 「凶気の桜」鍼灸師役

### 舞台
- 劇団四季作品（10年間に渡って在籍し、ハムレットなど多くの舞台に出演）
- レ・ミゼラブル（東宝、2003年-2004年）- テナルディエ
- ユタと不思議な仲間たち（浅利演出事務所、2021年) - 寅吉
- ミュージカル李香蘭（浅利演出事務所、2022年） - アンサンブル
- 夢から醒めた夢（浅利演出事務所、2023年） - 部長

### CM
- アサヒビール本生

### インターネット
- お台場寄席DOUGA（フジテレビ無料動画サイト「見参楽（みさんが！）」）

## CD
- 『ミュージカル「レ・ミゼラブル」2003年公演キャスト盤』（テナルディエ役）
- ミュージカル落語歌曲集（2012年12月）
- 「0歳から99歳までの童謡21世紀版～手のひらを太陽に」（2010年1月）

## 著書
- 『いじめられてしんどい君へ』 プレジデント社 2020年12月 ISBN 978-4833423960